# Liste der Kulturdenkmäler in Sulzbachtal
In der Liste der Kulturdenkmäler in Sulzbachtal sind alle Kulturdenkmäler der rheinland-pfälzischen Ortsgemeinde Sulzbachtal mit den Ortsteilen Obersulzbach und Untersulzbach aufgeführt. Grundlage ist die Denkmalliste des Landes Rheinland-Pfalz (Stand: 21. Juli 2023).

## Einzeldenkmäler
| Bezeichnung | Lage                               | Baujahr                              | Beschreibung                                                            | Bild            |
| ----------- | ---------------------------------- | ------------------------------------ | ----------------------------------------------------------------------- | --------------- |
| Wohnhaus    | Obersulzbach, Schulstraße 13 Lage  | 1833                                 | ehemalige Schule; eineinhalbgeschossiger spätklassizistischer Bau, 1833 | Fotos hochladen |
| Schulhaus   | Untersulzbach, Hauptstraße 8 Lage  | 1913                                 | ehemalige Schule; repräsentativer Heimatstilbau, bezeichnet 1913        | Fotos hochladen |
| Hofanlage   | Untersulzbach, Pferchstraße 3 Lage | drittes Viertel des 19. Jahrhunderts | Hakenhof, drittes Viertel des 19. Jahrhunderts                          | Fotos hochladen |